# Таблетка радости
The Kids in the Hall (Ребятишки в коридоре) — канадская скетч-труппа в составе комедиантов Дэйва Фоли, Кевина МакДональда, Брюса МакКалло, Марка МакКинни и Скотта Томпсона. Их одноимённое шоу шло в период с 1988 по 1994 год. Труппа сняла один полнометражный фильм, Brain Candy (Таблетка для мозгов), вышедший в 1996 году.
После распада труппа несколько раз устраивала гастрольные туры.
И только в конце 2000-х актёры собрались для съёмок новых минисерий под названием Death Comes to Town (Смерть приходит в городок). Показ состоялся в начале 2010 года. Концептуально эта работа не имеет общего с предыдущим шоу: здесь труппа отошла от скетч-концепции, все серии объединены общим сквозным сюжетом — по сути это полноценный фильм, разбитый на части.